# Нино (бразильский футболист)
Марси́лио Флоре́нсио Мо́та Фи́льо (порт.-браз. Marcilio Florencio Mota Filho; род. 10 апреля 1997, Ресифи), более известный как Ни́но (порт.-браз. Nino) — бразильский футболист, защитник клуба «Зенит» и сборной Бразилии. Победитель летних Олимпийских игр 2020 в Токио.

## Клубная карьера
Нино — воспитанник клубов «Спорт Ресифи» и «Крисиума». 18 февраля 2016 года в поединке Лиги Катариненсе против «Камбориу» он дебютировал за основной состав последних. 20 мая 2017 года в матче против «Оэсте» он дебютировал в бразильской Серии B. 17 июня 2018 года в поединке против «Оэсте» он забил свой первый гол за «Крисиуму». В начале 2019 года Нино на правах аренды перешёл во «Флуминенсе». 29 апреля в матче против «Гояса» он дебютировал в бразильской Серии А. 18 мая в поединке против «Крузейро» Нино забил свой первый гол за «Флуминенсе». По окончании аренды клуб выкупил его трансфер за 1,1 млн евро. В 2023 году помог клубу завоевать Кубок Либертадорес.
В начале 2024 года Нино перешёл в петербургский «Зенит», подписав контракт на четыре года. Сумма трансфера составила 5 млн евро. 
В ноябре 2024 года был номинирован на звание лучшего защитника года по версии ФИФА.

## Карьера в сборной
В 2021 году Нино в составе олимпийской сборной Бразилии стал победителем летних Олимпийских игр 2020 в Токио. На турнире он сыграл в матчах против команд Германии, Кот-д’Ивуара, Саудовской Аравии, Египта, Мексики и Испании.
22 ноября 2023 года в отборочном матче чемпионата мира 2026 против сборной Аргентины Нино дебютировал за сборную Бразилии.

## Достижения
Клубные
«Флуминенсе»
- Победитель Лиги Кариока (2): 2022, 2023
- Обладатель Кубка Либертадорес: 2023

«Зенит»
- Чемпион России: 2023/24
- Обладатель Кубка России: 2023/24

Международные
Бразилия (олимп.)
- Победитель Олимпийских игр — 2020